# Jesse Ventura
Jesse Ventura, nato come James George Janos (Minneapolis, 15 luglio 1951), è un politico, attore ed ex wrestler statunitense.
Soprannominato "The Body", "The Star" e "The Governing Body", è stato 38º governatore dello stato del Minnesota, eletto nella file del Partito della Riforma (Reform Party). Si è dichiarato ateo nel 2011. I suoi nonni paterni provenivano dall'attuale Slovacchia mentre sua madre aveva origini tedesche.

## Biografia

### La carriera da wrestler

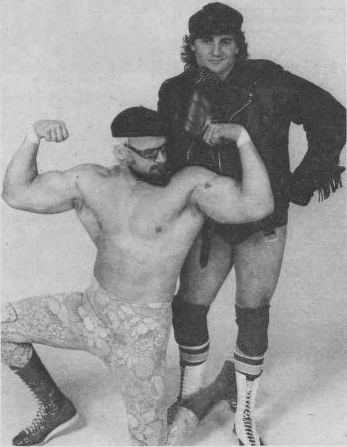
Ventura con Adrian Adonis, The "East-West Connection" (1982)

Ventura fece il suo debutto come lottatore professionista nel 1974 facendosi conoscere sul ring con i nomi di "The Great", "The Body", "The Star" e "The Mind", interpretando il personaggio del culturista da spiaggia prepotente e scorretto che utilizzava il motto: "Win if you can, lose if you must, but always cheat!" ("Vinci se puoi, perdi se devi, ma bara sempre!"), facendoselo stampare anche sulle magliette. Molto del suo personaggio derivò da quello di "Superstar" Billy Graham, carismatico e celebre lottatore degli anni settanta-ottanta. Anni dopo, in veste di telecronista, Ventura era invece solito accusare Graham di avere rubato il personaggio da lui.
Il suo primo feud di rilievo fu quello con Dutch Savage & Jimmy Snuka contro i quali vinse il titolo Pacific Northwest Wrestling (battendo una volta l'uno e l'altro) e il titolo tag team in cinque occasioni diverse (due con Bull Ramos e "Playboy" Buddy Rose, e una con Jerry Oates). In seguito si trasferì nella American Wrestling Association in Minnesota, dove nel 1979 formò un tag team con Adrian Adonis denominato "East-West Connection". Il 20 luglio 1980 il duo vinse i titoli World Tag Team Championship senza nemmeno combattere, via forfait, quando Verne Gagne, metà della coppia campione in carica (l'altro era Mad Dog Vachon), non si presentò per difendere la cintura a Denver, Colorado. La coppia detenne i titoli per circa un anno, perdendo contro gli "High Flyers" (Greg Gagne & Jim Brunzell).

### Il ritiro dal ring e l'attività di commentatore tv
Poco tempo dopo aver perso le cinture, Ventura & Adonis passarono alla World Wrestling Federation dove ebbero come manager "Classy" Freddie Blassie. Anche se la coppia non riuscì a conquistare i World Tag Team Championship, sia Adonis che Ventura lottarono anche come lottatori singoli, sfidando svariate volte il campione World Heavyweight Bob Backlund.
Ventura continuò a lottare fino al settembre 1984 quando dei coaguli di sangue nei polmoni misero fine alla sua carriera sul ring. Nel 1985 Ventura tornò sul ring, formando un tag-team con "Macho Man" Randy Savage con manager Miss Elizabeth.
Nel dicembre 1985 Ventura partecipò anche ad un six-man tag team match dove, insieme a Roddy Piper e "Cowboy" Bob Orton, sconfisse Hillbilly Jim, Uncle Elmer e Cousin Luke in un match trasmesso a Saturday Night's Main Event.
In seguito smise nuovamente di combattere per dedicarsi all'attività di commentatore tv prettamente heel per All-Star Wrestling, rimpiazzando Angelo Mosca, e poi per Superstars of Wrestling, inizialmente insieme a Vince McMahon e Bruno Sammartino, e poi solo con McMahon dopo l'uscita di Sammartino dalla WWF nel 1988. Ventura conduceva anche un suo segmento dedicato alle interviste chiamato "The Body Shop". In contemporanea svolse anche l'attività di telecronista per qualche squadra della National Football League, inclusi Minnesota Vikings e Tampa Bay Buccaneers. Più notoriamente, Jesse Ventura condusse, insieme a McMahon, le prime sei edizioni di WrestleMania (cinque delle quali con Gorilla Monsoon). A SummerSlam 1988 partecipò come arbitro speciale al match tra Mega Powers (Hulk Hogan & Randy Savage) e Mega Bucks (Ted DiBiase & André the Giant). A causa di una disputa con McMahon circa l'uso della sua immagine per un prodotto della SEGA, nell'agosto 1990 Ventura fu licenziato dalla WWF.
Nel febbraio 1992, entrò nella World Championship Wrestling come commentatore tv in occasione del ppv SuperBrawl II. Ventura venne licenziato dalla WCW da Eric Bischoff per essersi addormentato durante una puntata di WCW Worldwide nel luglio 1994, anche se voci non confermate affermarono che il suo allontanamento avesse a che fare con l'arrivo di Hogan in WCW.
Il suo stile di telecronaca, sia in WWF che in WCW, favoriva inesorabilmente i "cattivi" della federazione, unica notevole eccezione si ebbe in occasione di WrestleMania VI quando si affrontarono Hulk Hogan e Ultimate Warrior. Poiché si trattava di due "face", entrambi amati dal pubblico, Ventura tenne una posizione neutrale nel suo commento al match, arrivando persino a lodare il gesto finale di Hogan che alla fine dell'incontro consegnò la cintura di campione mondiale a Warrior che lo aveva battuto. Hogan e Ventura furono per molto tempo grandi amici fuori dal ring, ma il loro rapporto si deteriorò nel 1984 quando Ventura scoprì che Hulk aveva detto a McMahon della sua intenzione di mettere in piedi un sindacato dei lottatori.

### Il ritorno in WWF/E
Nella metà del 1999, Ventura riapparve "una tantum" in WWF durante il suo periodo di Governatore del Minnesota, nella veste di arbitro ospite speciale per il main event di SummerSlam 1999 a Minneapolis. Il 13 marzo 2004 venne ammesso nella WWE Hall of Fame, e la sera seguente a WrestleMania XX, intervistò a bordo ring Donald Trump, che gli garantì adeguato appoggio finanziario nel caso avesse voluto rientrare in politica e candidarsi alle elezioni presidenziali.
Il 23 novembre 2009, Jesse Ventura apparve come ospite d'onore durante una puntata di Raw, rispolverando la sua gimmick da heel mettendosi a sparlare di John Cena.

## Altre attività

### Attore
Come attore, ha anche partecipato ad una puntata del telefilm X-Files (Jose Chung's From Outerspace - Dov'è la verità?) in cui impersona uno dei due "uomini in nero" (Men in Black) e ad una puntata del telefilm Super Vicki (02x17 - Un vecchio amico-Wham-Bam Body Slam/Wally the Wimp) dove interpreta sé stesso, anche se nella finzione era un vecchio amico (gracile ed imbranato) di Ted (il padre-costruttore di Vicki) conosciuto col nome di Wally Semolino, nei primi anni '90 ha partecipato a due episodi (6 e 7 episodio) della serie televisiva New World Zorro dove interpretava un pirata alla ricerca del figlio. Tuttavia le sue partecipazioni più significative sono quella da co-protagonista in Predator e L'implacabile del 1987.

### Attività politica

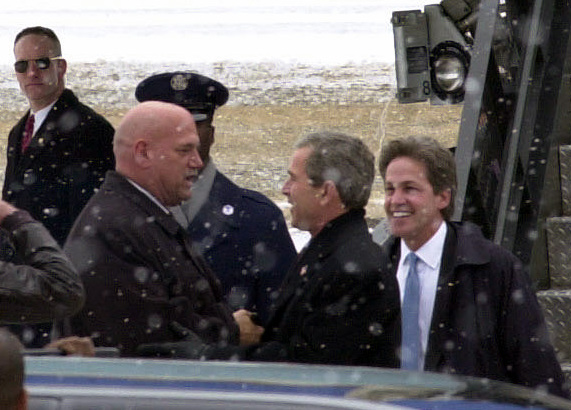
Il Governatore Ventura con George W. Bush e Norm Coleman

Iniziò l'attività politica dapprima come sindaco, dal 1991 al 1995, di Brooklyn Park in Minnesota e poi, nel 1999, come governatore dello stato americano dopo una controversa campagna elettorale incentrata sul rimborso delle tasse. Fu governatore dello stato dal 4 gennaio 1999 al 6 gennaio 2003 col sostegno elettorale del Partito Riformista (Reform Party) da cui prese le distanze nel 2000 quando Pat Buchanan fu scelto come candidato dei riformisti alle elezioni presidenziali statunitensi del 2000.
Terminato il mandato nel 2003, Ventura continuò l'attività politica in Minnesota riavvicinandosi in parte alle posizioni del Partito Riformista.

## Personaggio

### Mosse finali
- Body Breaker[7][8] (WWF) / Inverted bearhug[8] (AWA)

### Soprannomi
- "The Great"
- "The Body"
- "The Mind"

## Titoli e riconoscimenti
- American Wrestling Association
  - AWA World Tag Team Championship (1) – con Adrian Adonis[9]
- Cauliflower Alley Club
  - Iron Mike Mazurki Award (1999)
- Central States Wrestling
  - NWA World Tag Team Championship (Central States version) (1) – con Tank Patton[10]
- Continental Wrestling Association
  - AWA Southern Heavyweight Championship (2)[11]
- International Wrestling Institute and Museum
  - Frank Gotch Award (2003)
- NWA Hawaii
  - NWA Hawaii Tag Team Championship (1) – con Steve Strong[12]
- Pacific Northwest Wrestling
  - NWA Pacific Northwest Heavyweight Championship (2)[13]
  - NWA Pacific Northwest Tag Team Championship (5) – con Bull Ramos (2), Buddy Rose (2) & Jerry Oates (1)[14]
- Pro Wrestling Illustrated
  - 239º nella lista dei migliori 500 wrestler singoli durante i "PWI Years" del 2003
  - 67º (con Adrian Adonis) nella lista dei 100 migliori tag team nei "PWI Years"
- World Wrestling Entertainment
  - WWE Hall of Fame (Classe del 2004)

## Filmografia parziale
- Predator, regia di John McTiernan (1987)
- L'implacabile, regia di Paul Michael Glaser (1987)
- Thunderground, regia di David Mitchell (1989)
- Abraxas, Guardian of the Universe, regia di Damian Lee (1990)
- Riposseduta, regia di Bob Logan (1990)
- Tagteam, regia di Paul Krasny (1991)
- Verdetto finale, regia di Russell Mulcahy (1991)
- Living and Working in Space: The Countdown Has Begun, regia di Rob Mikuriya (1991)
- Demolition Man, regia di Marco Brambilla (1993)
- Major League - La rivincita, regia di David S. Ward (1994)
- Batman & Robin, regia di Joel Schumacher (1997)
- Il maestro cambiafaccia, regia di Perry Andelin Blake (2002)
- The Ringer - L'imbucato, regia di Barry W. Blaustein (2005)
- Borders, regia di Tyrel Ventura (2008)
- Woodshop, regia di Peter Coggan (2010)
- The Drunk, regia di Paul Fleschner e William Tanoos (2014)

## Doppiatori italiani
- Fabrizio Temperini in X-Files
- Dario Penne in Predator
- Elio Zamuto in L'implacabile
- Vittorio Amandola in Renegade